# Deutsche Sledge-Eishockey Liga 2005/06
Die Saison 2005/06 war die sechste Spielzeit der Deutschen Sledge-Eishockey Liga. Mit den Bremer Pirates, Cardinals Dresden, Hannover Scorpions, Heidelberg Knights und der SG Kamen/Wiehl, einer Spielgemeinschaft bestehend aus den Kamen Barbarians und Yetis Wiehl, nahmen fünf Mannschaften am Spielbetrieb teil. Den Titel des Deutschen Meisters sicherten sich zum sechsten Mal die Hannover Scorpions.

## Modus
Die fünf Mannschaften trugen die Spielzeit im Ligasystem aus. Dabei spielte jedes Team insgesamt achtmal und somit zweimal gegen jedes andere Mannschaft. Insgesamt umfasste die Saison 20 Spiele. Für einen Sieg gab es zwei Punkte, bei einem Unentschieden für jede Mannschaft einen.

## Saisonverlauf
Wie im Vorjahr gestaltete sich der Saisonverlauf abwechslungsreich. Zwar sicherten sich die Hannover Scorpions zum sechsten Mal den Meistertitel und Heidelberg belegte erneut abgeschlagen den letzten Platz, doch die Mannschaften aus Kamen/Wiehl, Dresden und Bremen sorgten für interessante Ergebnisse. Die Spielgemeinschaft aus Kamen/Wiehl rang den Hannoveranern im Hinspiel ein 3:3-Unentschieden ab. Es war das erste Unentschieden der DSL-Geschichte. Durch eine knappe 2:3-Niederlage im Rückspiel blieb ihnen der erste Titelgewinn jedoch verwehrt. Auf den Plätzen 3 und 4 landeten punktgleich die Bremen Pirates und die Cardinals Dresden. Aufgrund des besseren Torverhältnisses erzielte Bremen die bis dahin beste Platzierung in der DSL.

## Abschlusstabelle
Abkürzungen: Sp = Spiele, S = Siege, U = Unentschieden, N = Niederlagen, ET = Erzielte Tore, GT = Gegentore, TD = Tordifferenz, Pkt = Punkte
| Pos |                    | Sp | S | U | N | ET | GT  | TD   | Pkt |
| --- | ------------------ | -- | - | - | - | -- | --- | ---- | --- |
| 1   | Hannover Scorpions | 8  | 7 | 1 | 0 | 88 | 5   | +83  | 15  |
| 2   | SG Kamen/Wiehl     | 8  | 6 | 1 | 1 | 84 | 11  | +73  | 13  |
| 3   | Bremer Pirates     | 8  | 3 | 0 | 5 | 29 | 32  | −3   | 6   |
| 4   | Cardinals Dresden  | 8  | 3 | 0 | 5 | 27 | 42  | −15  | 6   |
| 5   | Heidelberg Knights | 8  | 0 | 0 | 8 | 1  | 139 | −138 | 0   |